# NGC 4721
NGC 4721 је лентикуларна галаксија у сазвежђу Береникина коса која се налази на NGC листи објеката дубоког неба.
Деклинација објекта је + 27° 19' 29" а ректасцензија 12h 50m 19,8s. Привидна величина (магнитуда) објекта NGC 4721 износи 14,5 а фотографска магнитуда 15,5. NGC 4721 је још познат и под ознакама MCG 5-30-97, CGCG 159-86, PGC 43437.